# La novia
Pour plus de détails, voir Fiche technique et Distribution.
La novia est un film dramatique espagnol réalisé par Paula Ortiz et sorti en 2015. Le scénario est inspiré de la pièce de théâtre Noces de sang, la tragédie de 1933 de Federico García Lorca. 
Le film a été projeté dans la section Zabaltegi du Festival international du film de Saint-Sébastien 2015. Il a également été nommé comme l'un des trois films qui pourraient être choisis comme soumission espagnole pour le meilleur film en langue étrangère à la 89e cérémonie des Oscars, mais il n'a pas été sélectionné,.

## Synopsis
Leonardo, le Marié et la Mariée forment un triangle inséparable depuis leur enfance, mais Leonardo et la Mariée possèdent un fil invisible, féroce et incassable. Les années passent et elle, angoissée, se prépare pour son mariage avec le Marié au milieu du désert blanc où elle vit avec son père. La veille de la cérémonie, une mendiante frappe à sa porte et lui offre un cadeau et un conseil : « Ne vous mariez pas si vous ne l'aimez pas », pendant qu'elle lui offre deux poignards de cristal. Le corps de la Mariée frémit.

## Fiche technique
- Titre original : La novia
- Réalisation : Paula Ortiz
- Scénario : Paula Ortiz, Javier García Arredondo, d'après la pièce de théâtre Noces de sang de Federico García Lorca
- Photographie : Migue Amoedo
- Montage : Javier García Arredondo
- Musique : Shigeru Umebayashi
- Costumes : Miriam Doz, Arantxa Ezquerro
- Production : Alex Lafuente et Rosana Tomas
- Société de production : Get in the Picture Productions, Cine Chromatix, Televisión Española, Aragón Televisión, Crea SGR et Rec Films
- Pays :  Espagne et  Allemagne
- Langue originale : espagnol
- Genre : Drame et romance
- Genre :  dramatique
- Durée : 93 minutes
- Dates de sortie : 
  - Espagne : 23 septembre 2015 (Donostia - Festival international du film de Saint-Sébastien )

## Distribution
- Inma Cuesta : la mariée
- Álex García : Leonardo
- Asier Etxeandia : le marié
- Luisa Gavasa : la mère
- Carlos Álvarez-Nóvoa : le père
- Leticia Dolera : la mère de de Leonardo
- Consuelo Trujillo : Criada
- Ana Fernández : Vecina
- María Alfonsa Rosso : Mendiga
- Manuela Vellés : Muchacha 1
- Verónika Moral : Muchacha 2
- Laura Contreras : Muchacha 3
- Mariana Cordero : Suegra
- Mariano Anós : Primo del Mar 1
- David Moreau : Primo del Mar 2
- Jorge Usón : Maestro de Ceremonias
- Pedro Rebollo : Cura

## Récompenses et nominations
| Prix                        | Catégorie                                | Nommé                                           | Résultat   |
| --------------------------- | ---------------------------------------- | ----------------------------------------------- | ---------- |
| 3e cérémonie des prix Feroz | Meilleur drame                           | Meilleur drame                                  | Lauréat    |
| 3e cérémonie des prix Feroz | Meilleur réalisateur                     | Paula Ortiz                                     | Lauréat    |
| 3e cérémonie des prix Feroz | Meilleur scénario                        | Paula Ortiz et Javier García Arredondo          | Nomination |
| 3e cérémonie des prix Feroz | Meilleure actrice principale             | Inma Cuesta                                     | Lauréat    |
| 3e cérémonie des prix Feroz | Meilleur acteur dans un second rôle      | Carlos Álvarez-Nóvoa                            | Nomination |
| 3e cérémonie des prix Feroz | La meilleure actrice dans un second rôle | Luisa Gavasa                                    | Lauréat    |
| 3e cérémonie des prix Feroz | Meilleure bande originale                | Shigeru Umebayashi                              | Lauréat    |
| 3e cérémonie des prix Feroz | Meilleure bande-annonce                  | Meilleure bande-annonce                         | Lauréat    |
| 3e cérémonie des prix Feroz | Meilleure affiche de film                | Meilleure affiche de film                       | Nomination |
| 30e Prix Goya               | Meilleur film                            | Meilleur film                                   | Nomination |
| 30e Prix Goya               | Meilleur réalisateur                     | Paula Ortiz                                     | Nomination |
| 30e Prix Goya               | Meilleur scénario adapté                 | Paula Ortiz et Javier García Arredondo          | Nomination |
| 30e Prix Goya               | Meilleur acteur                          | Asier Etxeandia                                 | Nomination |
| 30e Prix Goya               | Meilleure actrice                        | Inma Cuesta                                     | Nomination |
| 30e Prix Goya               | La meilleure actrice dans un second rôle | Luisa Gavasa                                    | Lauréat    |
| 30e Prix Goya               | Meilleur nouvel acteur                   | Álex García                                     | Nomination |
| 30e Prix Goya               | Meilleure photographie                   | Miguel Ángel Amoedo                             | Lauréat    |
| 30e Prix Goya               | Meilleure direction artistique           | Jesús Bosqued Maté et Pilar Quintana            | Nomination |
| 30e Prix Goya               | Meilleur son                             | Clemens Grulich, César Molina et Ignacio Arenas | Nomination |
| 30e Prix Goya               | Meilleur maquillage et coiffures         | Esther Guillem et Pilar Guillem                 | Nomination |
| 30e Prix Goya               | Meilleure musique originale              | Shigeru Umebayashi                              | Nomination |